# Wild Animals
Wild Animals es el cuarto álbum de The Pinker Tones. En él han contado con las colaboraciones especiales de Jimmy Lindsay, de Cymande, y Amparo, de Amparanoia. 

## Lista de canciones
1. Hold On
2. S.E.X.Y. R.O.B.O.T
3. On Se Promenait
4. The Whistling Song
5. Electrotumbao
6. Fugaz
7. 24
8. Biorganised
9. Happy Everywhere
10. Wilde Eleganz
11. Working Bees
12. Let Go

## Curiosidades
- El tema Electrotumbao se escucha en la banda sonora del videojuego Need for Speed: Undercover.

- El tema The Whistling Song se escucha en la banda sonora del videojuego FIFA 09

- Datos: Q8000499